# Lithax obscurus
Lithax obscurus är en nattsländeart som först beskrevs av Hagen 1859.  Lithax obscurus ingår i släktet Lithax och familjen grusrörsnattsländor. Inga underarter finns listade i Catalogue of Life.